# 23e division (Armée syrienne libre)
Pour les articles homonymes, voir 23e division.
La 23e division (arabe : 23 الفرقة, Forqat 23) est un groupe rebelle de la guerre civile syrienne, fondé en 2016.

## Histoire

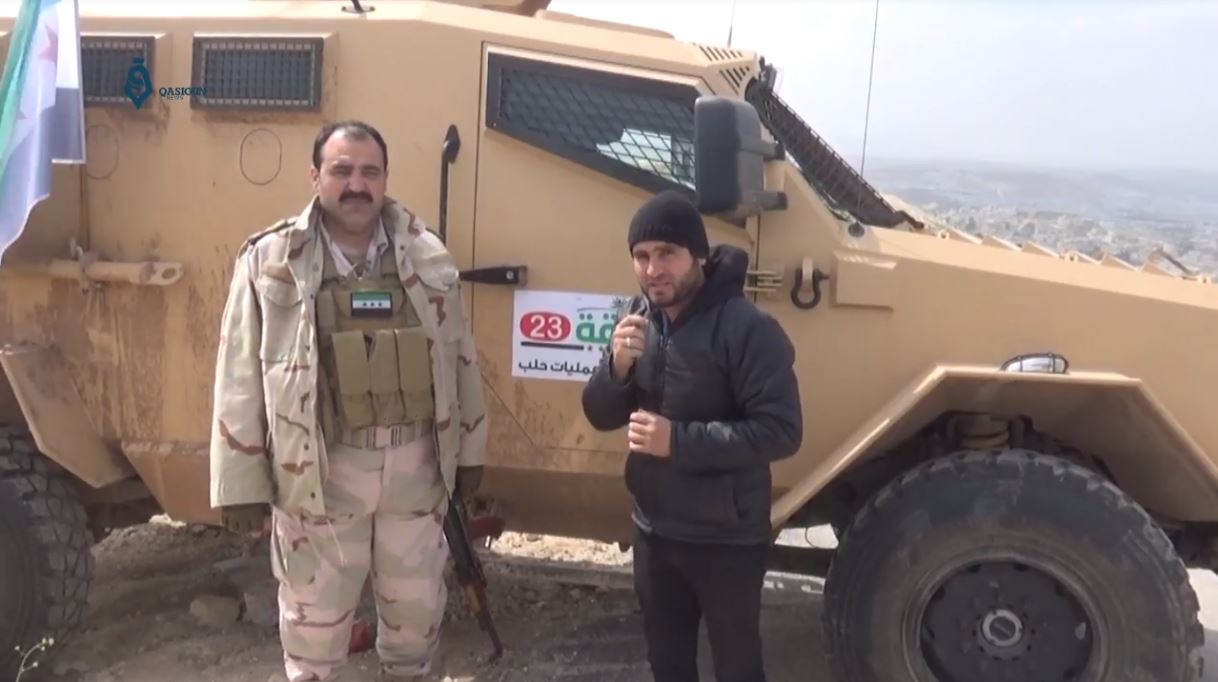
Le colonel Hassan Rajoub, commandant en chef de la 23e division, en mars 2018 lors de la bataille d'Afrine.

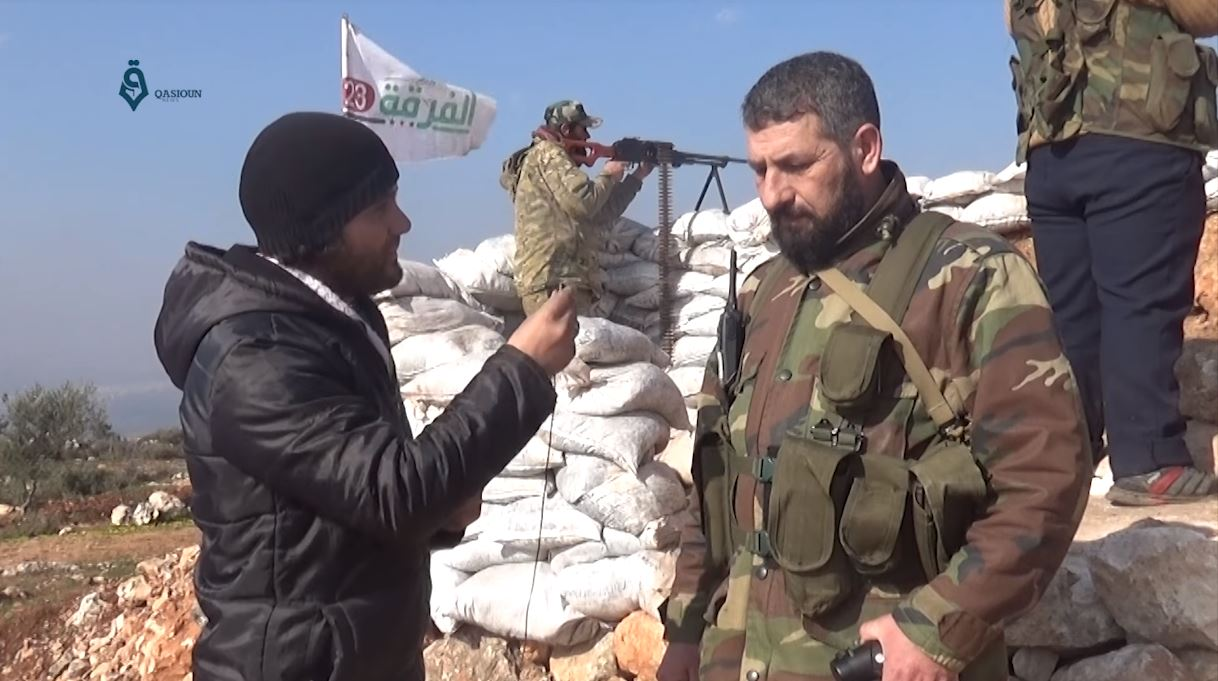
Un journaliste syrien de l'agence Qasioun interviewant le colonel Abou Saïf, un commandant de la 23e division, le 7 février 2018, lors de la bataille d'Afrine.

La 23e division est créée fin 2016 à partir des restes de la 16e division d'infanterie, éprouvée par des lourdes pertes en juillet 2016 lors de la bataille d'Alep. Elle participe à la chambre d'opérations Fatah Halab. Le groupe est affilié à l'Armée syrienne libre,. Fin 2017, la branche locale du groupe située dans le gouvernorat d'Alep intègre l'Armée nationale syrienne. En 2018, le groupe prend part à la bataille d'Afrine. La 23e division bénéficie de missiles antichar BGM-71 TOW américains.
Le 28 mai 2018, la 23e division fusionne avec dix autres groupes de l'Armée syrienne libre pour former le Front national de libération.